# Noltemeyerbrücke

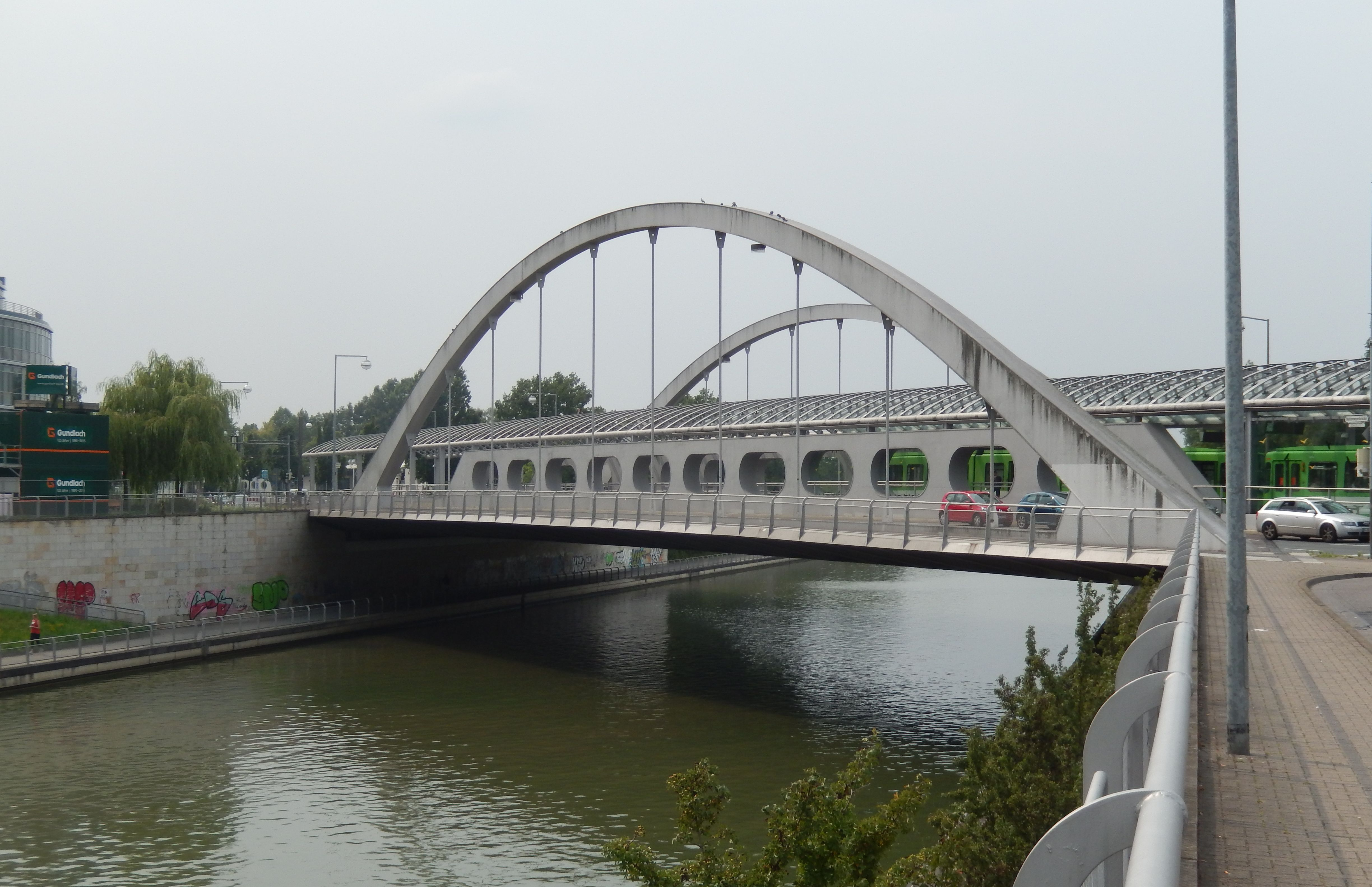
Blick von Osten auf die Brücke

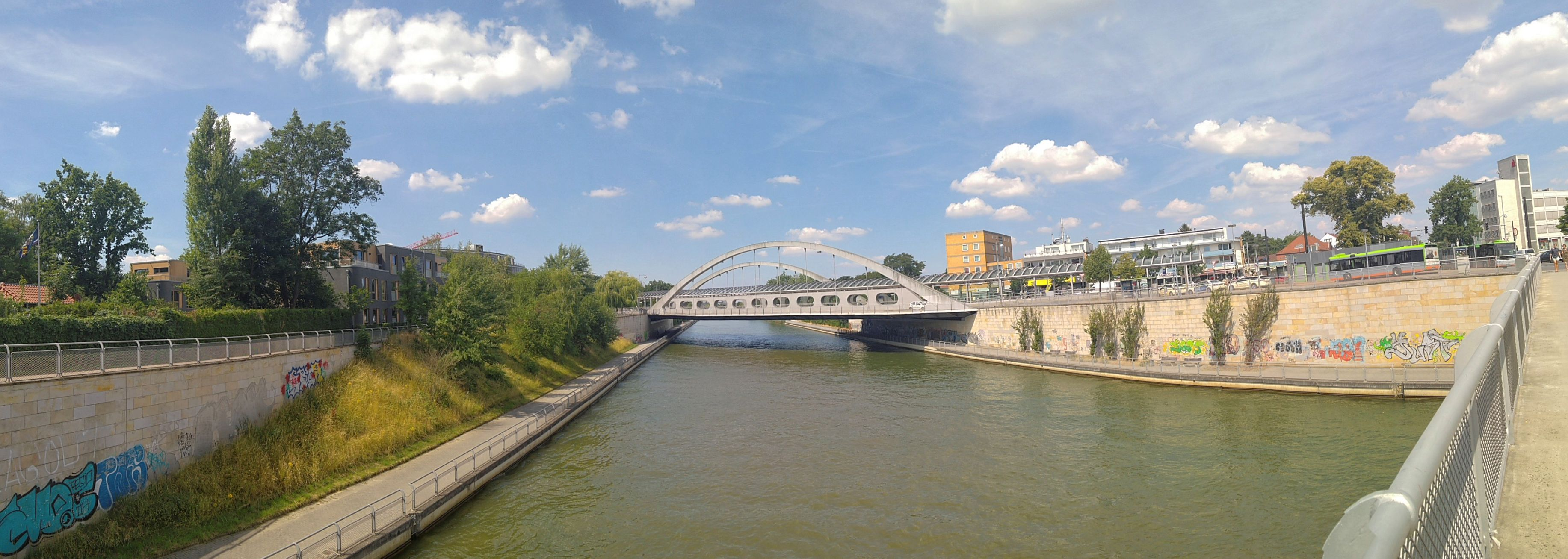
Panoramabild von der Nachbarbrücke mit der Nummer 238

Die Noltemeyerbrücke (auch: Podbielski-Brücke) ist eine Brücke über den Mittellandkanal (MLK) in Hannover. In der heutigen Form wurde sie in den Jahren 1997 bis 2000 erbaut. Die verkehrsreiche Podbielskistraße überquert auf dieser Brücke vierspurig den Mittellandkanal. Zusätzlich sind zwei Gleise der Stadtbahn Hannover mitsamt einer Station auf der Brücke. In der Nummerierung der MLK-Brücken hat diese Brücke die Nummer 237.

## Geschichte
Beim Bau des Mittellandkanals wurde 1914 die ursprüngliche Brücke mit einer Stützweite von 52,82 m und einer Gesamtbreite von 18,20 m erstellt. Der Name leitet sich von der Gaststätte Haus Noltemeyer und damit von deren erstem Betreiber August Noltemeyer ab.
Im Rahmen des Ausbaus des Mittellandkanals für das Großmotorgüterschiff wurden in den 1990er Jahren alle Brücken des Mittellandkanals erneuert oder angepasst. In der Bauzeit August 1997 bis März 2000 wurde die neue Brücke zunächst neben der alten Brücke im Rohbau erstellt und anschließend in der Nacht vom 7. August 1999 auf den 8. August auf ihre endgültige Lage verschoben. Die vollständige Freigabe für den Verkehr erfolgte im April 2000. Die Baukosten betrugen 22,4 Mio. DM.

## Nahverkehr

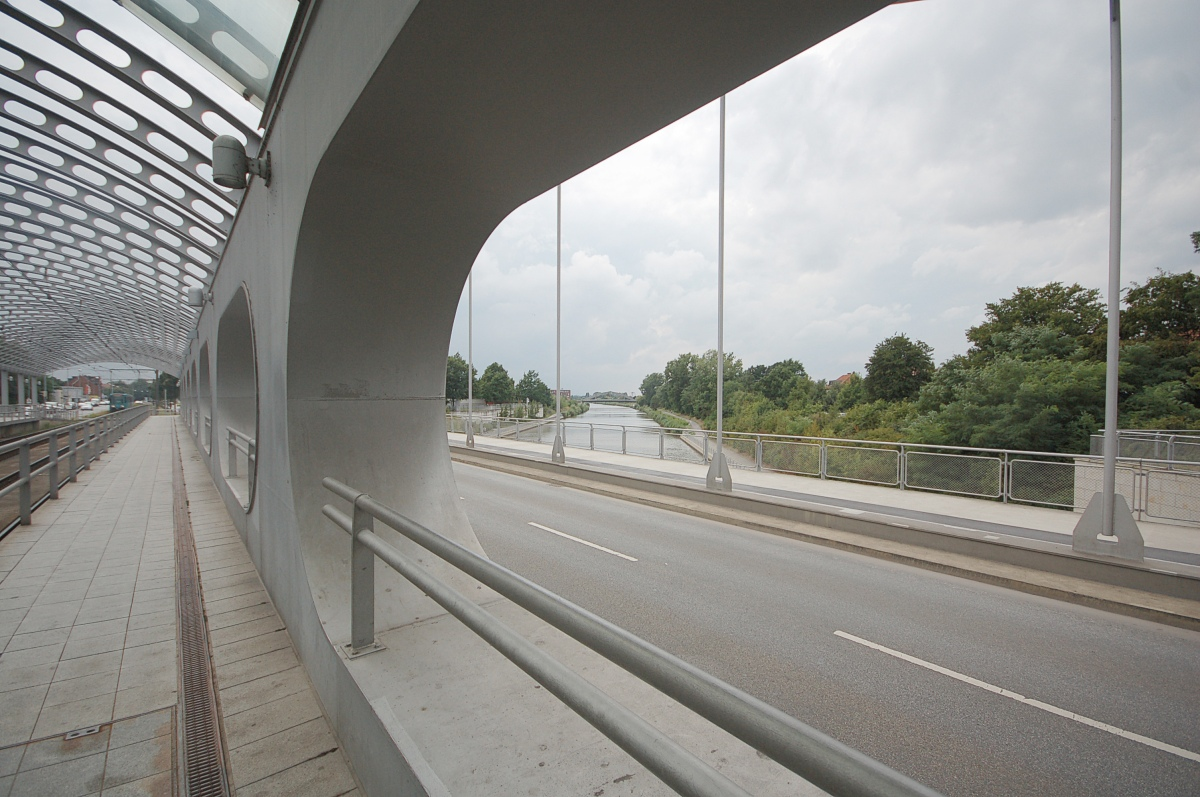
An der Haltestelle, teilweise überdacht mit Blick nach Norden

Eine Besonderheit der neuen Noltemeyerbrücke ist die Stadtbahnhaltestelle, die direkt auf die neue Brücke verlegt wurde. Sie hatte zuvor den Namen „Buchholz“ und war in zwei verschiedene Haltepunkte geteilt, da sich die Wege der Stadtbahnlinien Richtung Fasanenkrug und Richtung Lahe hinter der Brücke trennen. Die neue Haltestelle mit dem Namen Noltemeyerbrücke ermöglicht nun das direkte Umsteigen ohne längeren Fußweg und das Warten auf eine beliebige in  Richtung Südwest bis zur Innenstadt auf gleicher Strecke verkehrenden Linien. Der Gleiskörper verläuft mittig durch die Brücke, an den Seiten befinden sich jeweils Gehweg und Warteplätze für Fahrgäste sowie barrierefreie Zugangsrampen. Dieser gesamte Bereich ist mit einer aufwändigen Stahlkonstruktion überspannt, unter der auf einem Teil der Fläche Glasdächer angebracht sind.
| Linie | Verlauf | Takt                                       |
| ----- | --- | ------------------------------------------ |
| 3     | Altwarmbüchen – Paracelsusweg – Noltemeyerbrücke – Vier Grenzen – Lister Platz – Hauptbahnhof – Kröpcke – Markthalle/Landtag – Waterloo – Allerweg – Bahnhof Linden/Fischerhof – Wallensteinstraße – Mühlenberger Markt – Wettbergen              | 10 min (werktags) 15 min (sonn-/feiertags) |
| 7     | Misburg – Schierholzstraße – Paracelsusweg – Noltemeyerbrücke – Vier Grenzen – Lister Platz – Hauptbahnhof – Kröpcke – Markthalle/Landtag – Waterloo – Allerweg – Bahnhof Linden/Fischerhof – Wallensteinstraße – Mühlenberger Markt – Wettbergen | 10 min (werktags) 15 min (sonn-/feiertags) |
| 13    | Fasanenkrug – Noltemeyerbrücke – Vier Grenzen – Lister Platz – Hauptbahnhof – Kröpcke – Markthalle/Landtag – Waterloo – Allerweg – Bahnhof Linden/Fischerhof – Wallensteinstraße – Hemmingen                                                      | 10 min (werktags) 15 min (sonn-/feiertags) |

In rund 50 Meter Entfernung befindet sich ein Busbahnhof mit Taxenstand mit dem Namen Noltemeyerbrücke, an dem sich (im Jahr 2024) drei Buslinien treffen und zwei ihren Endpunkt haben.

## Technik

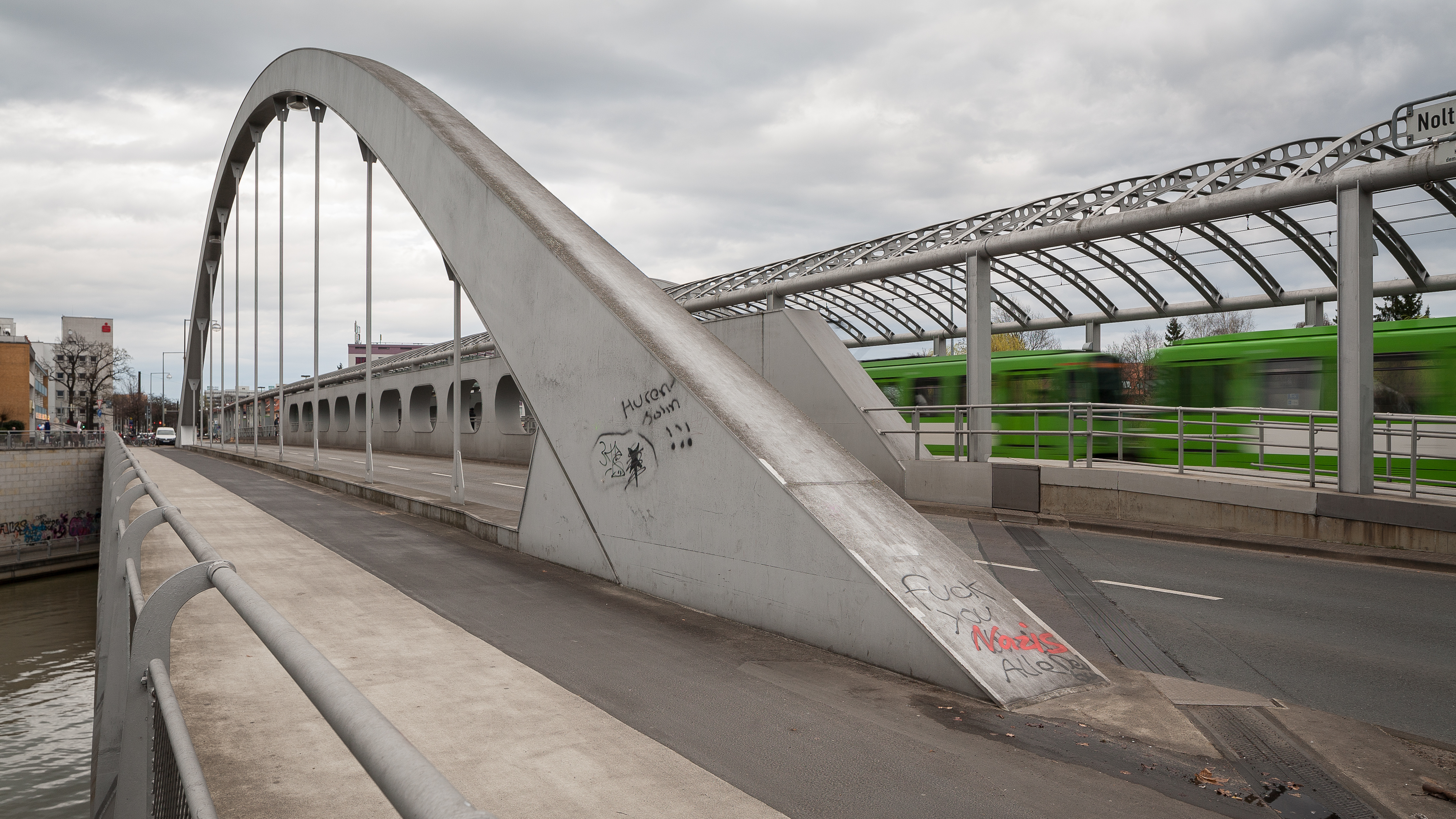
Stabbogen- und Vierendeelträger. Die Teilüberdachung der Stadtbahnstation hat keine tragende Funktion.

Es handelt sich um eine Stahlbrücke mit Stabbogen und Vierendeelträger und mit orthotroper Platte. Die Stützweite beträgt 78,25 m, die Gesamtbreite 41,45 m und das Gewicht des Stahlüberbaus beträgt 1650 t. Die Brückenklasse ist 60/30.